# M/S Color Magic
M/S Color Magic är en kryssningsfärja som går sträckan Oslo – Kiel för Color Line. Fartyget är världens största kryssningsfärja med bildäck Fartyget byggdes på Aker Finnyards Pernovarvet i Åbo i Finland, men bogserades efter sjösättningen till Aker Finnyards varv i Raumo där det färdigställdes 2007.